# Fekély
A fekély (latinul: ulcus) egy szövethiány, mely az elhalt szövetek lelökődése után keletkezik. A fekély létrejöhet a testfelszínt borító bőr, de az üreges szerveket bélelő nyálkahártya egy részének elhalása révén. Az elhalást a külvilágból származó behatás (fagyás, égés, maró anyag, sugárhatás) okozhatja, de bekövetkezhet a véráram romlásának (lábszár-, gyomorfekély) következményeként. A fedőhámot tönkreteheti még a felszínre törő (gennyesedés, tbc, daganat) folyamat. A hám elpusztulása a hám alatti szövetek (kötő-, és zsírszövetek, izomzat) károsodásával jár együtt.

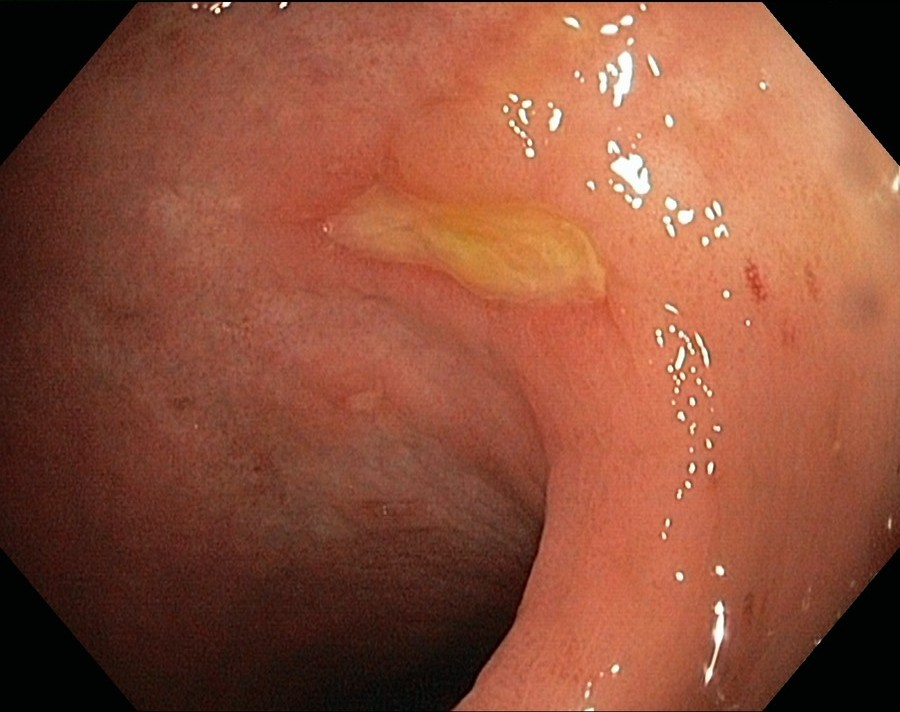
Végbélfekély endoszkópos képe

A fekélyek következménye nagyságuktól, kialakulásuktól és szervi előfordulásuktól függ.
A fekélyek gyógyulása egyrészt a kórt okozó tényezőktől, másrészt attól függ, hogy a hámhiány alatti területek milyen mélységig károsodtak.
A sérüléses és gyulladásos eredetű fekélyek általában gyorsan, míg a sugár- vagy kémiai hatásra, vérkeringési zavarra visszavezethető fekélyek nehezen gyógyulnak. A felszínre törő és kifekélyesedő daganatok esetében csak akkor lehetséges a gyógyulás, ha a daganatot a környező, még ép területtel együtt kimetszik.
A fekély mélyre terjedése érkimaródást, vérzést, vagy az üreges belső szervek (gyomor, belek) esetében átfúródást okozhat. Idült esetekben rákos átalakulás is előfordul, ezért gyógyításuk elsőrendűen fontos.

## Típusai
A fekélyeket anatómiai elhelyezkedésük és kialakulásuk mechanizmusa alapján több csoportra osztják.
- Peptikus fekély: A gyomor vagy nyombél nyálkahártyáján kialakuló elváltozás, amelyet leggyakrabban Helicobacter pylori fertőzés, nem-szteroid gyulladáscsökkentők szedése, dohányzás vagy stressz vált ki. A fekély savtermelés és nyálkahártya-védelem egyensúlyának megbomlásából ered.[1]

- Vénás és artériás lábszárfekély: A krónikus vénás elégtelenség okozta fekély (ulcus cruris venosum) jellemzően a belső boka felett jelentkezik, míg az artériás fekély (ischaemiás ulcus) distalisan, éles szélű, fájdalmas elváltozás.[2]

- Diabéteszes fekély: A cukorbetegséghez társuló ideg- és érkárosodás következtében kialakuló fekély, amely leggyakrabban a láb talpi felszínén jelenik meg. Kezelés hiányában súlyos szövődményekhez vezethet.[3]

- Felfekvés (decubitus): Hosszabb ideig fennálló nyomás miatt kialakuló bőr- és lágyrészelhalás, különösen mozgáskorlátozott, ágyhoz kötött betegeknél. A megelőzés kiemelt fontosságú.[4]

- Sugárfekély: Daganatterápia során alkalmazott ionizáló sugárzás okozta nyálkahártya- vagy bőrsérülés, amely elhúzódó sebgyógyulással jár.[5]

- Autoimmun és gyulladásos fekélyek: Krónikus gyulladásos bélbetegségek (pl. Crohn-betegség) vagy autoimmun kórképek (pl. pemphigus vulgaris) kísérő jelenségeként jelentkezhetnek.[6]

- Malignus fekélyek: Idült fekélyből kialakuló bőrrák, mint az ún. Marjolin-fekély, amely jellemzően régi hegek, égési sérülések területén jelentkezik.[7]

## Szövődmények
A fekélyek szövődményei a kiváltó októl, a lokalizációtól és a kezelési körülményektől függenek.
- Fertőzés: A krónikus, nem gyógyuló fekélyek felülfertőződhetnek baktériumokkal, ami cellulitishez, fasciitishez vagy osteomyelitishez vezethet.[8]